# Aldo Da Pozzo
Aldo Da Pozzo Rolfo (ur. 5 lutego 1967 w Córdobie) – argentyński piłkarz pochodzenia włoskiego z obywatelstwem meksykańskim występujący na pozycji bramkarza, profesor wychowania fizycznego, obecnie trener.
Da Pozzo jako piłkarz występował na pozycji bramkarza – w barwach stołecznego Deportivo Armenio rozegrał jedno spotkanie w argentyńskiej Primera División. Miało to miejsce za kadencji szkoleniowca Alberto Parsechiana, kiedy to 9 marca 1988 w sensacyjnie wygranym 3:2 wyjazdowym meczu z River Plate zmienił w 44. minucie Carlosa Maldonado.
Większość życia zawodowego Da Pozzo związał z Meksykiem, przyjmując tamtejsze obywatelstwo. W latach 1996–2002 był koordynatorem sportowym akademii piłkarskiej ITESM Campus Toluca, by później przez czternaście lat pracować jako trener przygotowania fizycznego. Rolę tę pełnił w różnych klubach z Meksyku, począwszy od pierwszoligowych, przez drugoligowe i trzecioligowe, aż do czwartoligowych, kolejno w: Leónie (2002), San Luis (2003–2004), Lobos BUAP (2007), Metepec (2008), Potros UAEM (2008–2010), Altamirze (2011–2012), Murciélagos (2012–2013), Linces (2013–2014), Irapuato (2014–2015) i ponownie Murciélagos (2015). W 2003 roku przez krótki czas był pomocnikiem Miltona Graniolattiego, trenera przygotowania fizycznego w reprezentacji Meksyku, pracował też jako koordynator akademii juniorskiej Hernána Cristante w Metepec.
Profesjonalną karierę w roli pierwszego trenera Da Pozzo rozpoczął w styczniu 2016, obejmując trzecioligowe rezerwy klubu Murciélagos FC z siedzibą w Los Mochis. Już we wrześniu awansował do roli szkoleniowca pierwszego zespołu, występującego w drugiej lidze – zastąpił w tej roli Roberto Carlosa Castro. Ekipę Murciélagos prowadził przez cztery miesiące bez większych sukcesów, po czym został zwolniony.
W maju 2017 Da Pozzo został asystentem trenera w żeńskiej drużynie uniwersyteckiej Manitoba Bisons na uczelni University of Manitoba w kanadyjskim Winnipeg. Następnie był szkoleniowcem meksykańskiego czwartoligowca Deportivo Camelia. W marcu 2018 objął rolę trenera gwatemalskiego Deportivo Marquense, z którym na koniec sezonu spadł do drugiej ligi. Oznaczało to relegację klubu po osiemnastu latach nieprzerwanej gry zespołu w najwyższej klasie rozgrywkowej. Bezpośrednio po tym powrócił do Deportivo Camelia, który prowadził jeszcze przez kilka miesięcy.